# 데스카미사도
데스카미사도(스페인어: Descamisado)는 스페인어로 '셔츠를 입지 않은 사람'이라는 뜻으로 아르헨티나 대통령 후안 도밍고 페론의 지지층인 노동자 계층이다. 프랑스어 단어인 상퀼로트와 유사한 면이 있다.

## 같이 보기
- 하비에르 밀레이